# Aleksandr Alabjew
Aleksandr Aleksandrowicz Alabjew (ros. Алекса́ндр Алекса́ндрович Аля́бьев; ur. 4 sierpnia?/15 sierpnia 1787 w Tobolsku, zm. 22 lutego?/6 marca 1851 w Moskwie) – rosyjski kompozytor, jeden z pionierów romantyzmu w muzyce rosyjskiej.
Urodzony w dalekim Tobolsku, gdzie ojciec był wicegubernatorem. W 1796 roku rodzina przeprowadziła się do Petersburga, gdzie zyskał możliwość kształcenia muzycznego. Pierwsze kompozycje wydał w latach 1810–1811, wśród nich dedykowany Johnowi Fieldowi Polonez Es-dur. W 1812 brał udział w wojnie przeciw Napoleonowi. Dopiero w 1823 porzucił wojsko i osiadł w Moskwie, gdzie poświęcił się działalności kompozytorskiej. Nie miał jednak szczęścia w życiu – intrygi sprawiły, że niesłusznie posądzono go o nieumyślne zabójstwo, za co w 1827 został skazany na zesłanie, z którego powrócił dopiero w 1843.
Alabjew był jednym z pierwszych utalentowanych kompozytorów narodowości rosyjskiej, którego muzyka zdobyła popularność w kraju – w XVIII wieku kompozytorzy muzyki świeckiej w Rosji byli najczęściej pochodzenia włoskiego, niemieckiego czy francuskiego. Dalekie echa jego popularności dotarły nawet za granicę. Jego najbardziej znaną kompozycją jest pieśń Słowik (Соловей), która stała się przebojem muzyki salonowej i była przerabiana w wielu opracowaniach, również instrumentalnych (w Polsce jedną z wersji Słowika grał duet fortepianowy Kisielewski – Tomaszewski).
W muzyce rosyjskiej był Alabjew pierwszym romantykiem z prawdziwego zdarzenia. Tworzył muzykę romantyczną, zanim zaczął tworzyć „ojciec opery rosyjskiej”, Michaił Glinka, autor Rusłana i Ludmiły. Również Alabjew pisał opery (m.in. Burza na podstawie sztuki Szekspira) i mnóstwo pieśni (ok. 160). Stworzył podstawy rosyjskiego dramatu lirycznego; interesował się również folklorem muzycznym i wykorzystywał go w swoich utworach. Nawet podczas zesłania nie zaniechał pracy twórczej i notował m.in. pieśni tatarskie, gruzińskie i baszkirskie. Cenne archiwum Alabjewa odkryto po II wojnie światowej, a monografia autorstwa B. Dobrochotowa ukazała się w Moskwie w 1966 roku.